# Национальный комитет Чехословакии

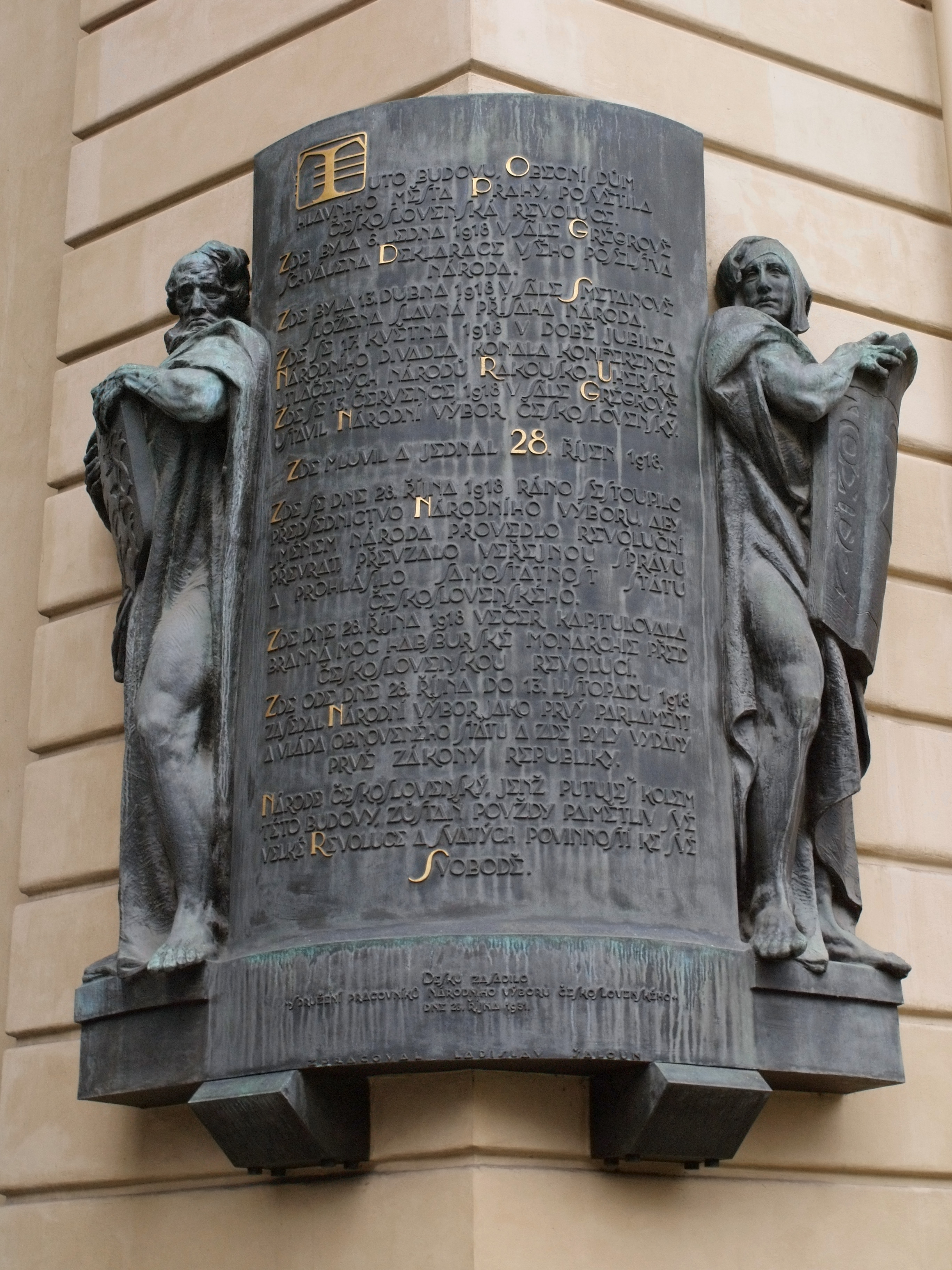
Памятная доска на Общественном доме — в котором заседал Национальный комитет.

Национальный комитет Чехословакии — орган чешского, а затем чехословацкого национального представительства в конце первой мировой войны. Был основан 13 июля 1918 года. Его задачей было подготовить захват государственной власти и принять первые законы нового государства.

## Зарождение и развитие
18 ноября 1916 года были созданы Чешская ассоциация и национальный комитет. В ассоциацию вошли чешские депутаты имперского совета Австро-Венгрии, целью которых было действие в национальных чешских интересах, в рамках законов империи. Национальный комитет был создан в качестве «поддерживающей» ассоциацию организации и состоял из представителей чешских политических партий.
Ещё в начале 1917 года чешское политическое представительство отвергла план Масарика о создании независимого чехо-словацкого государства, продвигая альтернативное предложение о создании чехо-словацкого автономного государства в рамках Габсбургской империи. 31 января 1917 года бюро чешской ассоциации присоединилось к объявлению войны государствам Антанты, подписанным Ф. Станеком, доктором Б. Шмералом и Маштялкой.
В июне 1918 года Франция признала права чехо-словацкого народа на самоопределение, а Национальный совет Чехо-Словакии как представительство народа.
Национальный комитет Чехо-Словакии был создан в Праге 13 июля 1918 года. В состав комитета входили 38 членов, кооптированных в него на основе имперских выборов 1911 года.
Осенью 1918 года положение Австро-Венгрии было на такой стадии распада, что появление Чешско-Словацкого государства в Праге считалось само собой разумеющимся. В октябре произошло объединение обеих чехо-словацких политических групп. Представители Праги получили возможность поехать в Швейцарию и встретиться с политиками в изгнании. Участвовали в переговорах Карел Крамарж, Вацлав Клофач, Франтишек Станек, Густав Хабрман, Антонин Калина, Пржемысл Шамал, Ярослав Прейсс и Карел Свобода. Делегация политиков в изгнании была во главе с д-р. Э. Бенешем.
По итогам совещания принято решение, что новое государство будет Республикой, а также согласовали персональный состав чешско-словацкого правительства, которое должно состоять из 14 членов, из которых 4 словаки (Милан Растислав Штефаник, Милан Иванка, Милан Годжа и Вавро Шробар) и одного немца.
27 октября 1918 года министр иностранных дел Австро-Венгрии Дьюла Андраши издал ноту с обращением к президенту США Вильсону, с условиями для заключения мира и о готовности вести переговоры о мире. Когда на следующий день эта информация достигла Праги, эта нота была воспринята как капитуляция империи.
28 октября 1918 года представители Национального комитета Алоис Рашин, Франтишек Соукуп, Йиржи Стржибный и Вавро Шробар, провозгласили в Праге независимое, самостоятельное чехо-словацкое государство и издали первый «Закон от 28 октября 1918 года о создании независимого государства чешско-словацкого». Автором обоих документов был доктор права Алоис Рашин. В тот же день в состав Национального комитета вошли и четыре словацких депутата.
Представители комитета начали перенимать имперские органы власти по всей стране. Первым было принято военное ведомство, затем чешская администрация, штаб-квартира полиции, высший краевой суд и государственная прокуратура. Были сформированы силы поддержания правопорядка из членов организации Сокол. Сопротивление собирались оказать только военные штабы в Праге и Литомержицах, но в итоге и они сдались без боя, так что переворот был бескровным.
Словакия присоединилась к Национальному комитету 30 октября, после принятия Мартинской декларации.
13 ноября Национальный комитет принял временную конституцию Чехословакии.
14 ноября 1918 года было созвано Революционное Национальное собрание Чехословакии, назначившее первое правительство во главе с Карелом Крамаржем, принявшим власть от временного правительства Масарика, признанного 14 октября в Париже западными союзниками.

## Состав комитета
В состав комитета вошли представители 7 партий и партийных групп, на основе имперских выборов 1911 года:
- Чешская социал-демократическая партия — 10 мест;
- Аграрная партия — 9 мест;
- Чешские конституционные демократы — 9 мест;
- Чешская национально-социальная партия — 4 места;
- Католическая партийная группа — 4 места;
- Национальная партия — 1 место;
- Чешская прогрессивная партия — 1 место.

Председателем Национального комитета был Карел Крамарж, заместителем председателя — Антонин Швегла, управляющим — Франтишек Соукуп.